# Institutul de Lingvistică „Iorgu Iordan – Alexandru Rosetti”
Institutul de Lingvistică „Iorgu Iordan – Alexandru Rosetti” din București este unul din institutele de lingvistică din subordinea Academiei Române. Actualul său director este Adina Dragomirescu.

## Istorie
Institutul de Lingvistică a fost înființat în anul 1949. Primul director a fost Iorgu Iordan (1949-1962). În anul 1961 a fost înființat Centrul de Cercetări Fonetice și Dialectale al Academiei Române. Primul său director a fost Alexandru Rosetti. În martie 1990 fostul Centru a devenit Institutul de Fonetică și Dialectologie, primind numele „Al. Rosetti” în 1994. Prin fuziune cu Institutul de Lingvistică „Iorgu Iordan” a rezultat Institutul de Lingvistică „Iorgu Iordan – Al. Rosetti” în ianuarie 2002. Din 1994 până în 2017 Marius Sala a fost director al Institutului.

## Departamente de cercetare
- Lexicografie și etimologie
- Limba literară și filologie
- Gramatică
- Romanistică
- Dialectologie și sociolingvistică
- Dialectologie, geografie lingvistică, fonetică și onomastică

## Activitate
Institutul a publicat diferite lucrări referitoare la limba română, printre care:
- Dicționarul limbii poetice a lui Eminescu (sub redacția lui Tudor Vianu), 1968
- Documente și însemnări românești din secolul al XVI-lea (coordonator Alexandru Mareș), 1979
- Texte românești din secolul al XVI-lea (coordonator Ion Gheție), 1982
- Cele mai vechi texte românești. Contribuții filologice și lingvistice (coordonator Ion Gheție), 1982
- Istoria limbii române literare. Epoca veche (1532-1780) (coordonator Ion Gheție), 1997
- Contribuții la istoria limbii române literare. Secolul al XVIII-lea (1688-1780) (coordonatori Ion Gheție, Gheorghe Chivu), 2000
- Dicționarul limbii române (DLR), serie nouă
- Dicționarul ortografic, ortoepic și morfologic al limbii române (DOOM)
- Gramatica limbii române
- The Grammar of Romanian (coordonator Gabriela Pană Dindelegan), 2013
- The Syntax of Old Romanian (coordonator Gabriela Pană Dindelegan), 2016

## Alte institute similare
Alte institute ale Academiei Române cu preocupări înrudite:
- Institutul de Filologie Română „A. Philippide” din Iași
- Institutul de Lingvistică și Istorie Literară „Sextil Pușcariu” din Cluj-Napoca